# EPファーマライン
株式会社EPファーマライン（英：EP-PharmaLine Co., Ltd.）は、東京都豊島区に本社を置き、「医薬品・医療・医療機器・ヘルスケア」業界に特化したコールセンター、関連BPOサービス、医療機器担当者の業務委託・派遣等の事業を行う企業である。株式会社EPNextSの連結子会社。

## 沿革
1997年
株式会社サイバーメディカルネット設立
2000年
有限会社ファーマネットワーク設立（のち2001年に株式会社ファーマネットワークに商号変更）
2004年
株式会社サイバーメディカルネットがイーピーメディカル株式会社に商号変更
2006年
株式会社メディカルライン設立
2009年
イーピーメディカル株式会社が株式会社ファーマネットワークを 吸収合併し、株式会社ファーマネットワークに社名変更
2013年
10月株式会社ファーマネットワークと株式会社メディカルラインが合併  株式会社EPファーマライン設立
2014年
3月福岡支店開設（2017年　BCPセンターとして運用開始）
2015年
1月EPSグループは持株会社制へ移行  株式会社EPファーマラインはEPSホールディングス株式会社の中核事業会社として事業継続
4月学術資材作成に特化した医薬情報推進部を新設
6月仙台支店開設
9月研修センター新設
2016年
5月PMS業務における品質保証機能向上のため「品質保証室」を新設
6月新規業務拡大のため「第三者審査部」を新設
2018年
10月EPSホールディングス株式会社と株式会社スズケンがプロモーションサービス事業およびBPOサービス事業を行う合弁会社、株式会社ESリンクを設立
2019年
4月ACメディカル株式会社がEPSホールディングスのグループ会社となり、CSOセグメントとして両社で協業を開始
2020年
2月当社子会社の株式会社EPフォースが、ACメディカル株式会社のCSO事業を吸収分割により承継し事業開始
6月事業再編によりEPファーマラインのMR事業が吸収分割の方法によりEPフォースに継承
2021年
8月当社子会社の株式会社EPフォースについて、当社の保有する全株式を親会社であるEPSホールディングス株式会社に譲渡
10月薬剤師向けオンラインセミナー「薬剤師アカデミー®」を開始
2022年
10月親会社がEPSホールディングス株式会社から株式会社EPNextSへ変更
　　EP-Judge®（webシステム型流通管理サービス）をリリース
2023年
2月当社のナレッジを結集した独自の教育プログラム「DIベーシックアカデミー」を立ち上げ
4月ESナビゲーション®サービスの「スケジュール予約サーバ及びスケジュール予約方法」が特許を取得
2024年
7月福岡オフィス移転
8月EP-Judge®（Webシステム型流通管理サービス）が特許を取得